# Billboard Japan TikTok Weekly Top 20
Billboard Japan TikTok Weekly Top 20（ビルボードジャパン・ティックトック・ウィークリー・トップ20）は、Billboard JAPANによって2021年12月から2024年11月まで発表されていた日本の音楽チャート。ショート動画プラットフォームのTikTok上における楽曲人気を測るチャートである。

## チャートの構成
TikTokに投稿された動画の中で楽曲がどのように使われ、視聴されているのかを数値化したデータをTikTokから受領し、ビルボードジャパンが独自開発した係数を乗じて上位20曲までのランキングを生成する。

## 歴史
ストリーミング成長期の音楽業界においてUGC（ユーザー生成コンテンツ）の影響力が高まるにつれ、音楽プラットフォームとしてTikTokの重要性が認識されるようになった。
ビルボードジャパンは2019年12月からTikTok上の視聴数をベースとした楽曲チャート"TikTok HOT SONG Weekly Ranking"を発表していたが、それに代わるチャートとして2021年12月8日公開チャートから新設された。実際のトレンドをより敏感に反映したランキングの提供が可能になるとしている。
最初に首位を獲得したのは、音莉飴の「陽キャJKに憧れる陰キャJKの歌」であった。
広瀬香美の「ロマンスの神様」（1993年リリース）が2022年3月に首位を獲得するなど、過去の楽曲がリバイバル・ヒットするケースもある。
2024年11月27日公開分をもって本チャートの公開は終了した。最後に首位を獲得した作品はロゼ&ブルーノ・マーズの「APT.」であった。

## 首位獲得作品

### 年間
| 年     | 曲                              | アーティスト   | 出典   |
| ------ | ------------------------------- | -------------- | ------ |
| 2022年 | 「おとせサンダー」              | ぼっちぼろまる | [ 9 ]  |
| 2023年 | 「可愛くてごめん (feat. かぴ)」 | HoneyWorks     | [ 10 ] |
| 2024年 | 「Bling-Bang-Bang-Born」        | Creepy Nuts    | [ 11 ] |